# Daydream (single van The Lovin' Spoonful)
Daydream is een single van The Lovin' Spoonful. Hij is afkomstig van hun album Daydream. Het nummer inspireerde Paul McCartney tot Good Day Sunshine van het Beatlesalbum Revolver.

## Hitnotering
Daydream haalde de tweede plaats in zowel de Amerikaanse Billboard Hot 100 (12 weken notering) als in de Britse Single top 50 (13 weken notering). In Engeland zat Manfred Mann hun dwars met Pretty Flamingo op plaats 1. In de hitlijst van de Muziek Expres stond Daydream drie maanden genoteerd.

### Nederlandse Top 40
| Positie: | 27 | 20 | 20 | 17 | 12 | 16 | 19 | 22 | 25 | 31 | 32 | uit |

### NPO Radio 2 Top 2000
Daydream stond alleen in 1999 in de NPO Radio 2 Top 2000, op plek 1909.

## Covers
Meer dan 30 artiesten hebben dit lied opnieuw ingezongen. De artiesten variëren daarbij van Bobby Darin tot The Sweet, van David Cassidy tot Right Said Fred en van Doris Day tot Art Garfunkel. In Frankrijk kreeg het de titel Le rêve.